# Damian Wilson
Damian Wilson (n. 11 de Outubro de 1969), é um cantor inglês de rock progressivo e metal progressivo. Actualmente é vocalista da banda Threshold e da banda Landmarq.
Já trabalhou em projectos como Rick Wakeman, Ayreon, Star One, Gary Hughes, bem como City of Sheffield Youth Orchestra.
Em 2008 Damian Wilson apareceu no primeiro álbum de Archangel.